# Anaglyptus hilari
Anaglyptus hilari är en skalbaggsart som beskrevs av François Louis Nompar de Caumont de Laporte och Hippolyte Louis Gory 1841. Anaglyptus hilari ingår i släktet Anaglyptus och familjen långhorningar. Inga underarter finns listade i Catalogue of Life.